# Witbrauwmierkruiper
De witbrauwmierkruiper (Myrmoborus leucophrys) is een zangvogel uit de familie Thamnophilidae (miervogels).

## Verspreiding en leefgebied
Deze soort komt voor in het Amazonegebied en telt vier ondersoorten:
- M. l. erythrophrys: Colombia en noordwestelijk Venezuela.
- M. l. leucophrys: zuidelijk Colombia, oostelijk Ecuador, oostelijk Peru, centraal Brazilië en noordelijk Bolivia.
- M. l. angustirostris: Venezuela, de Guyana's en noordelijk Brazilië.
- M. l. koenigorum: centraal Peru.

## Status
De grootte van de populatie is niet gekwantificeerd maar de soort wordt omschreven als vrij algemeen. Op de Rode lijst van de IUCN heeft deze soort de status niet bedreigd.